# Detective Conan: 15 minutos de silencio
Detective Conan: 15 minutos de silencio (名探偵コナン 沈黙の15分 Chinmoku no 15 fun) es el título del decimoquinto largometraje de la serie de anime y manga Detective Conan estrenado en Japón el 16 de abril del 2011. La película recaudó 3.15 billones de yens.
La distribuidora Alfa Pictures compró los derechos de la película para España, y en 2019 estreno el film en formatos DVD y Blu Ray, doblada únicamente al catalán además del doblaje original en japonés (con subtítulos en castellano)